# Menologium císaře Basileia II.
Menologium císaře Basileia II. je jedno z hlavních děl byzantského knižního malířství, obsahuje 430 iluminovaných vyobrazení světců. Bylo vytvořeno kolem roku 1000 pro císaře Basileia II. v jeho dvorské iluminátorské dílně v Konstantinopoli.

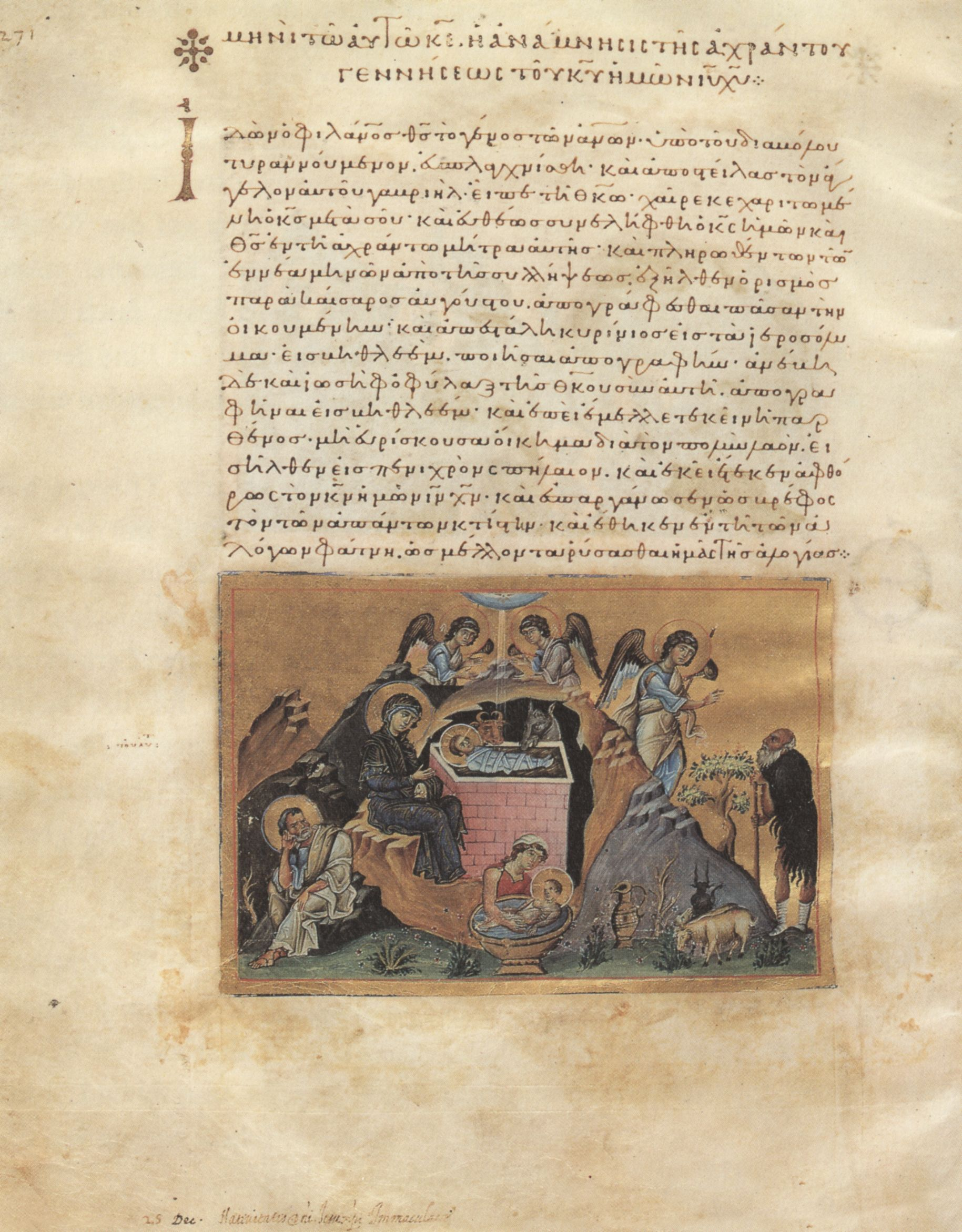
Narození Krista a Klanění pastýřů

## Obsah
Je to synaxarium, liturgická kniha byzantské východní církve. Obsahuje jednak nejvýznamnější příběhy starozákonních hrdinů (Abraham, Jozue, Josef Egyptský a d.), dále novozákonní scény (christologie, mariologie) a krátké životopisy světců nebo jejich skupin, s více než 430 vyobrazeními. Kniha je psána starořečtinou na pergamenu, všechny ilustrace jsou půlstránkové nebo celostránkové, se zlaceným pozadím. Kniha je uložena ve Vatikánské apoštolské knihovně.

## Význam
Rukopis je důležitým příkladem hagiografie, výběru a popisu kultu stovek svatých a příkladem ikonografie, tedy nových a nadlouho platných podob vyobrazení svatých v knižním umění Byzantské říše. Oproti běžnému byzantskému stylu strnulých šablonovitých figur jsou zde scény podány živě a reálně. Texty a obrázky představují polovinu kalendáře byzantského liturgického roku, od září do února. Lze předpokládat, že druhý díl, zahrnující březen až leden, se ztratil.
Objednatelem byl byzantský císař Basileios II. známý jako Bulharobijec, proto je on sám v knize oslaven jako bojovník za ochranu byzantského křesťanství proti postupu Bulharů, a jejich útok na křesťany je vyobrazen drasticky. Jako bojovníci figurují i archandělé.
Na okraji stránek písař zaznamenal jména osmi iluminátorů, což je pro byzantské, převážně anonymní umění velmi neobvyklé. Hlavním mistrem byl Pantoleon, který je znám i z jiných dokumentů té doby. Dále to jsou Georgios, Michael mladší, Michaelem z Blacherny, Simeon, Simeon z Blacherny, Menas a Nestor.

## Galerie

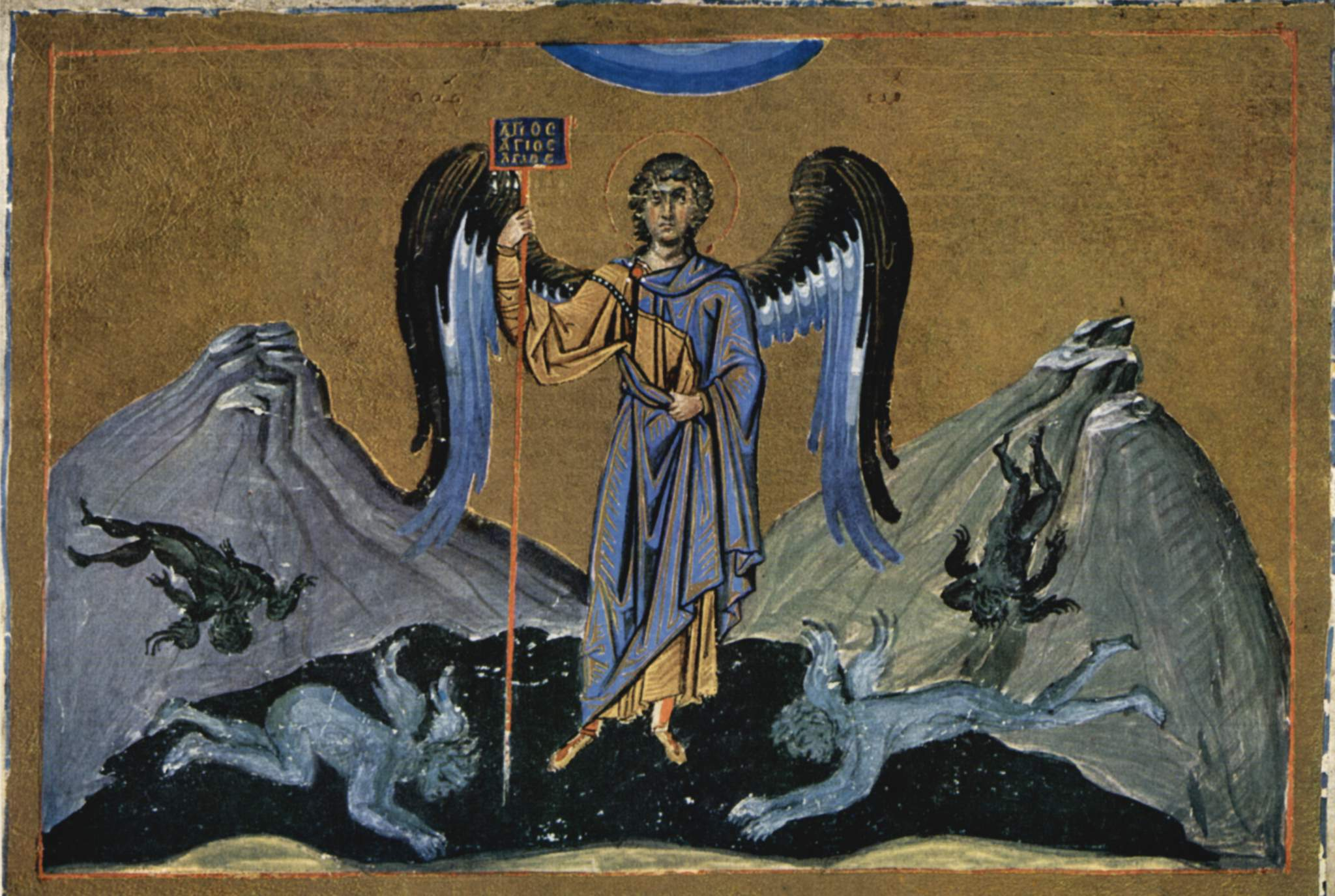
Archanděl Michael
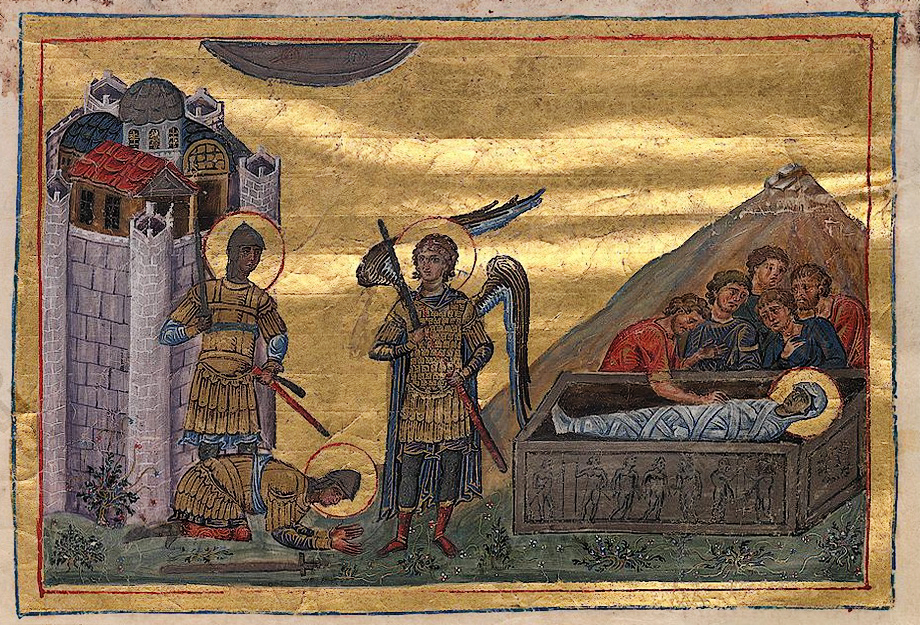
Jozue před poslem Božím
Bulhaři zabíjejí křesťanské mučedníky
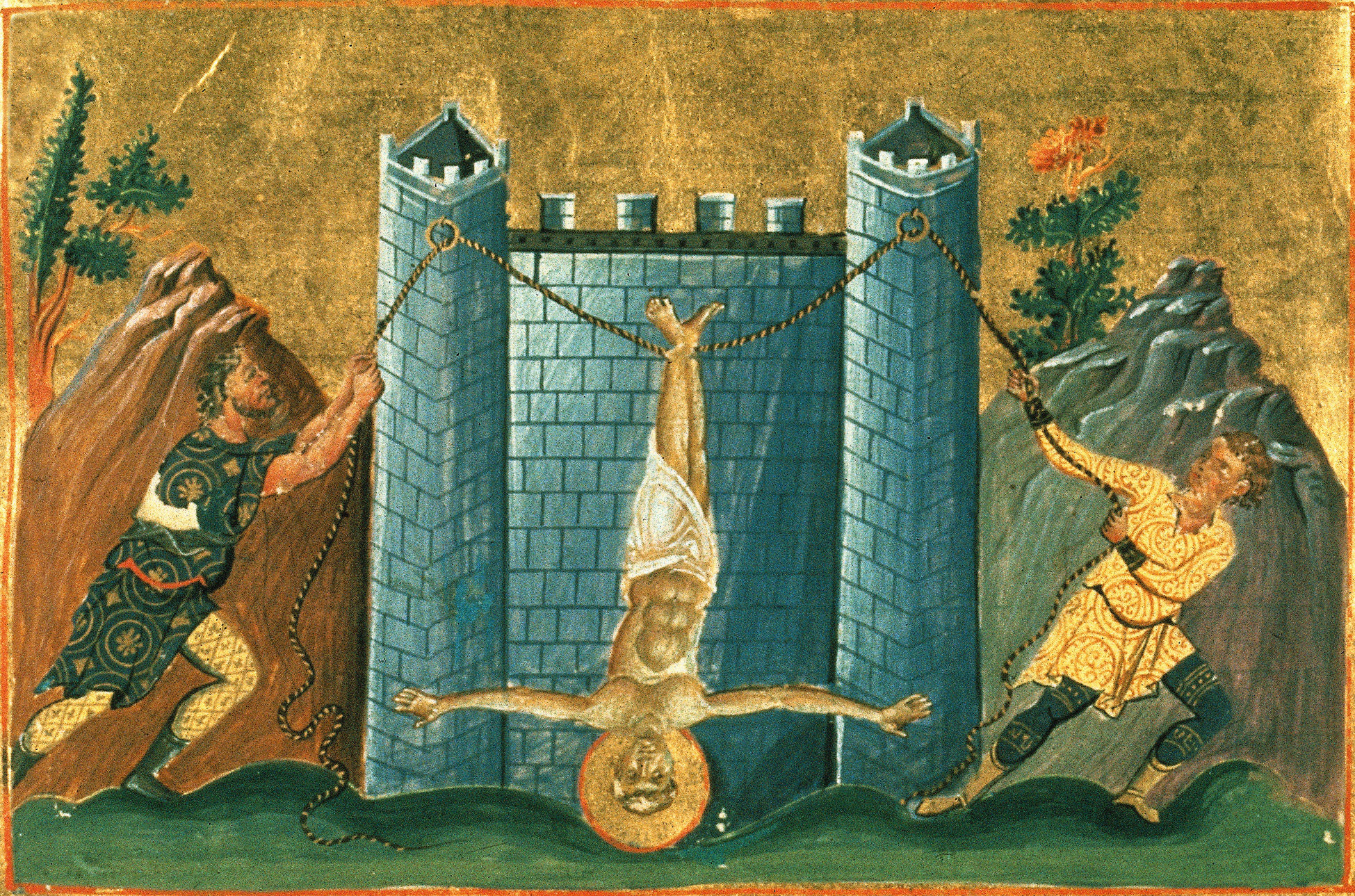
Mučednictví apoštola Filipa
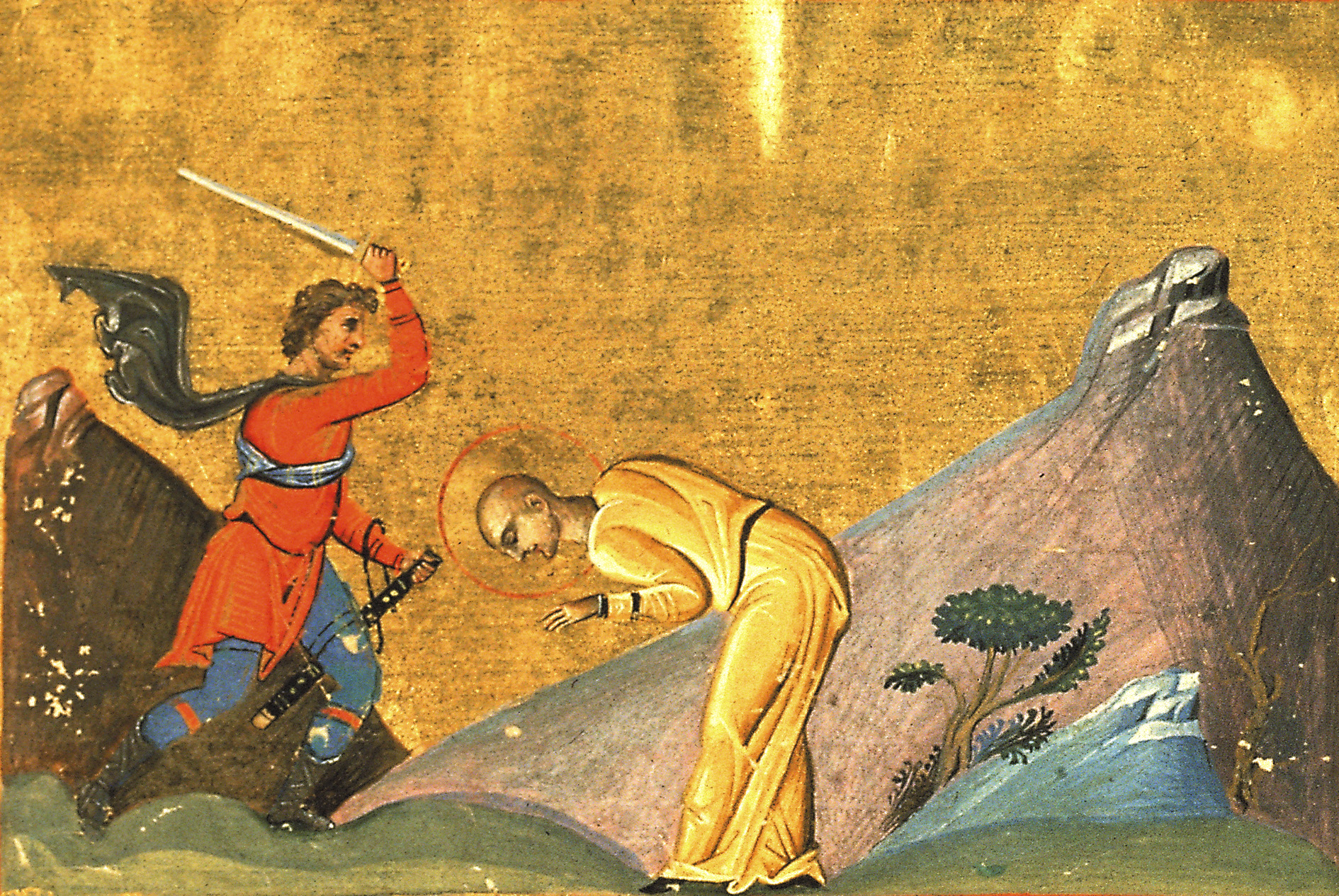
Stětí Tatiany Římské
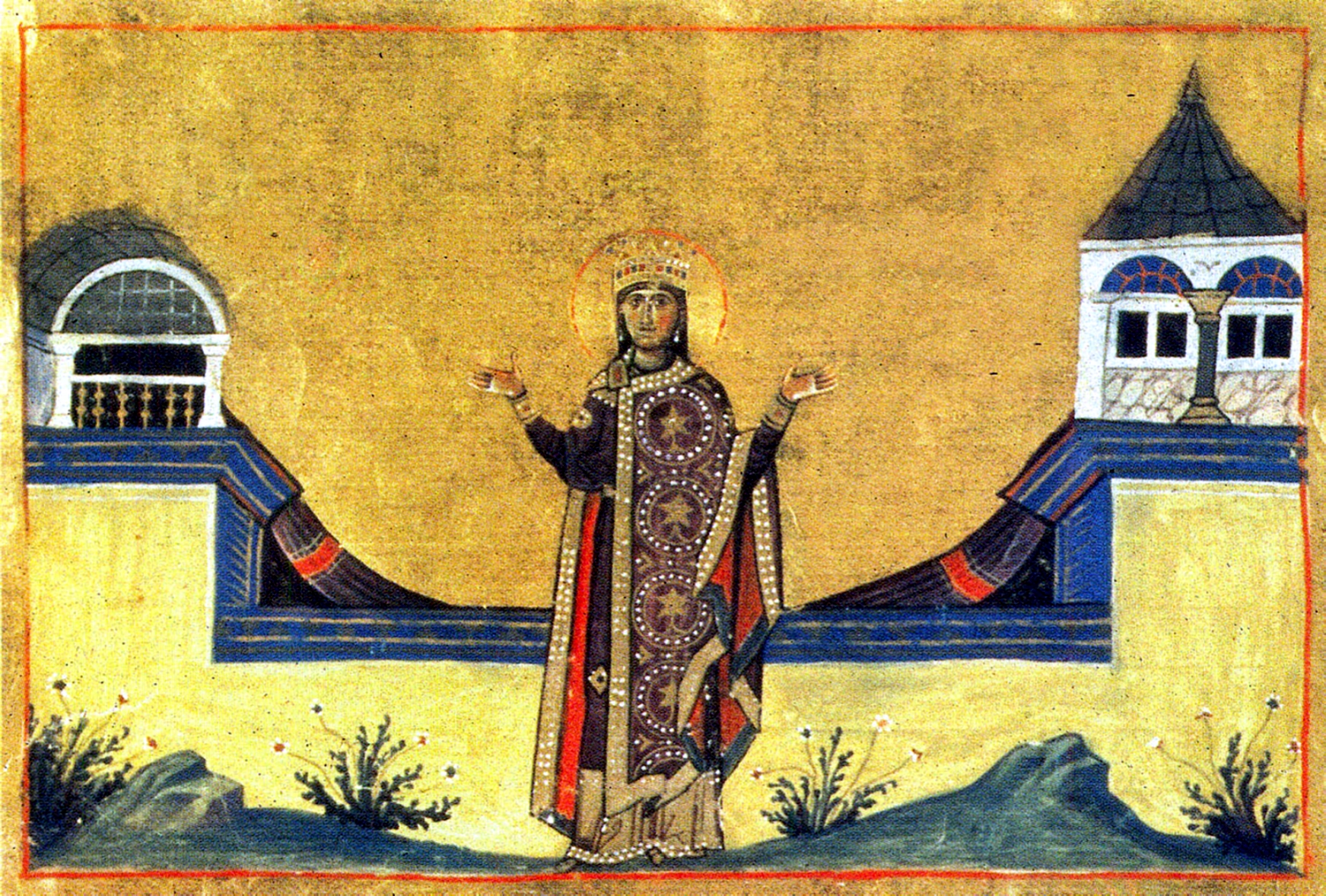
Sv. císařovna Theofano
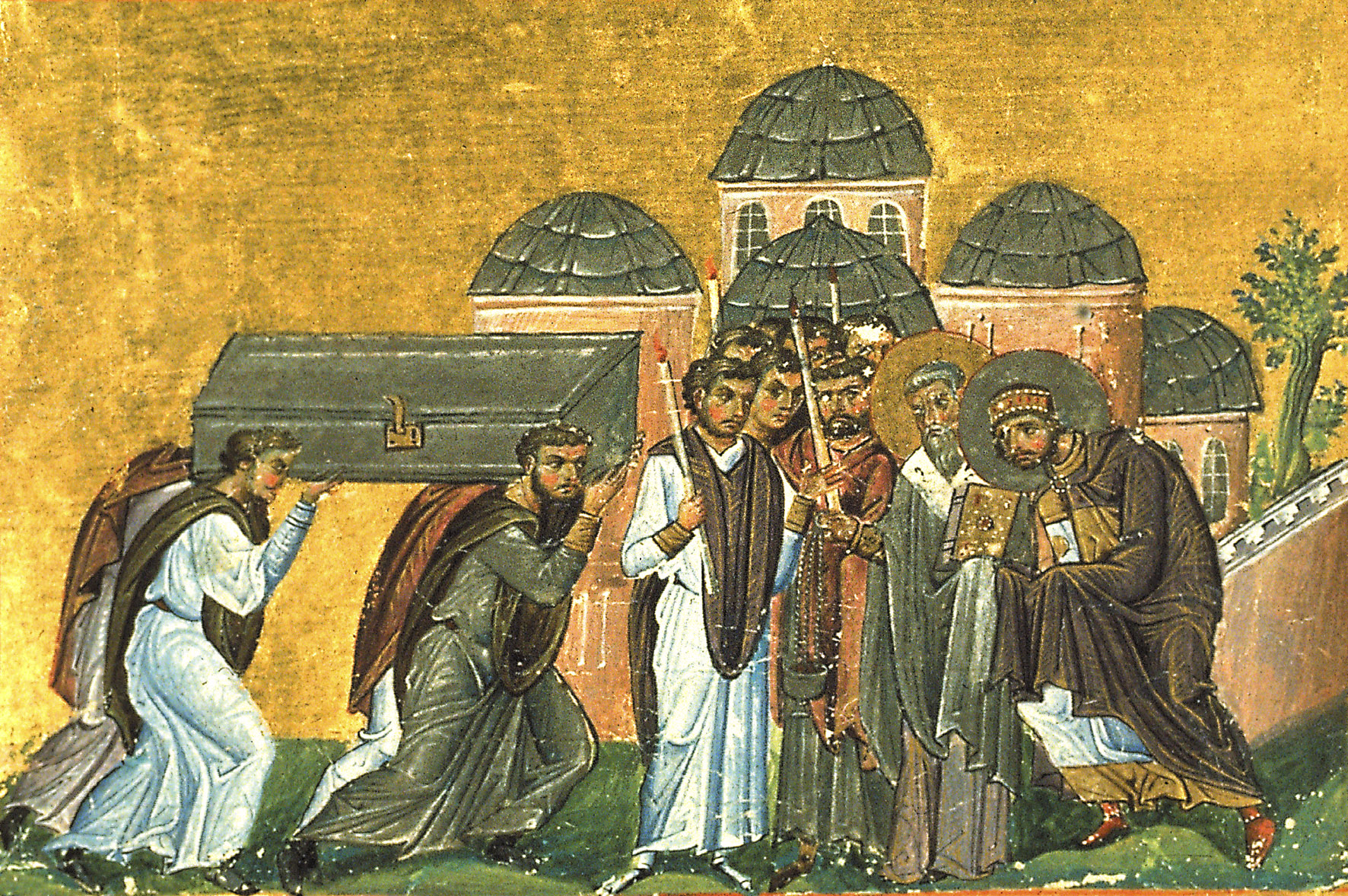
Přenesení těla sv. Jana Zlatoústého do Chrámu apoštolů
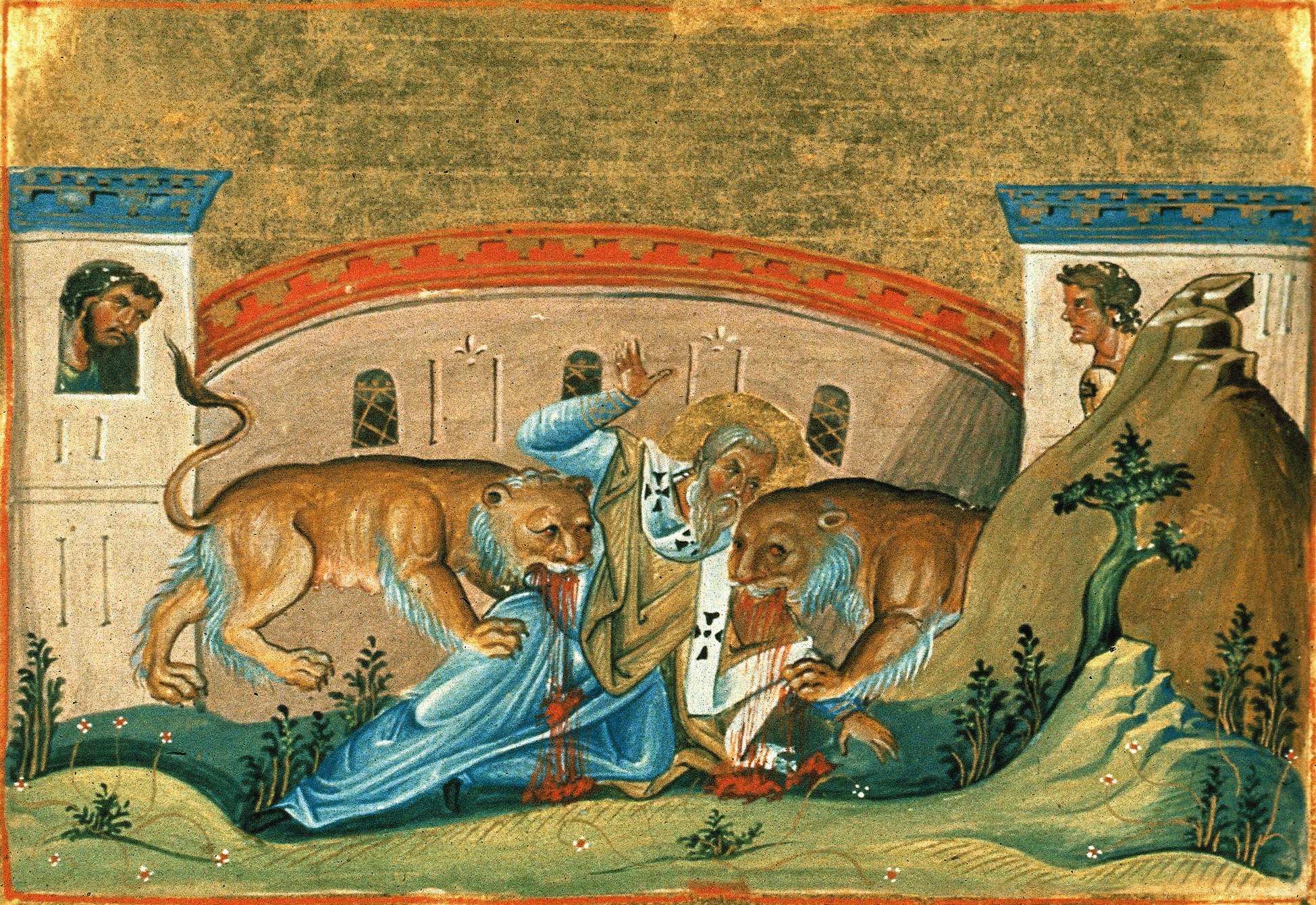
Smrt sv. Ignáce Antiochejského
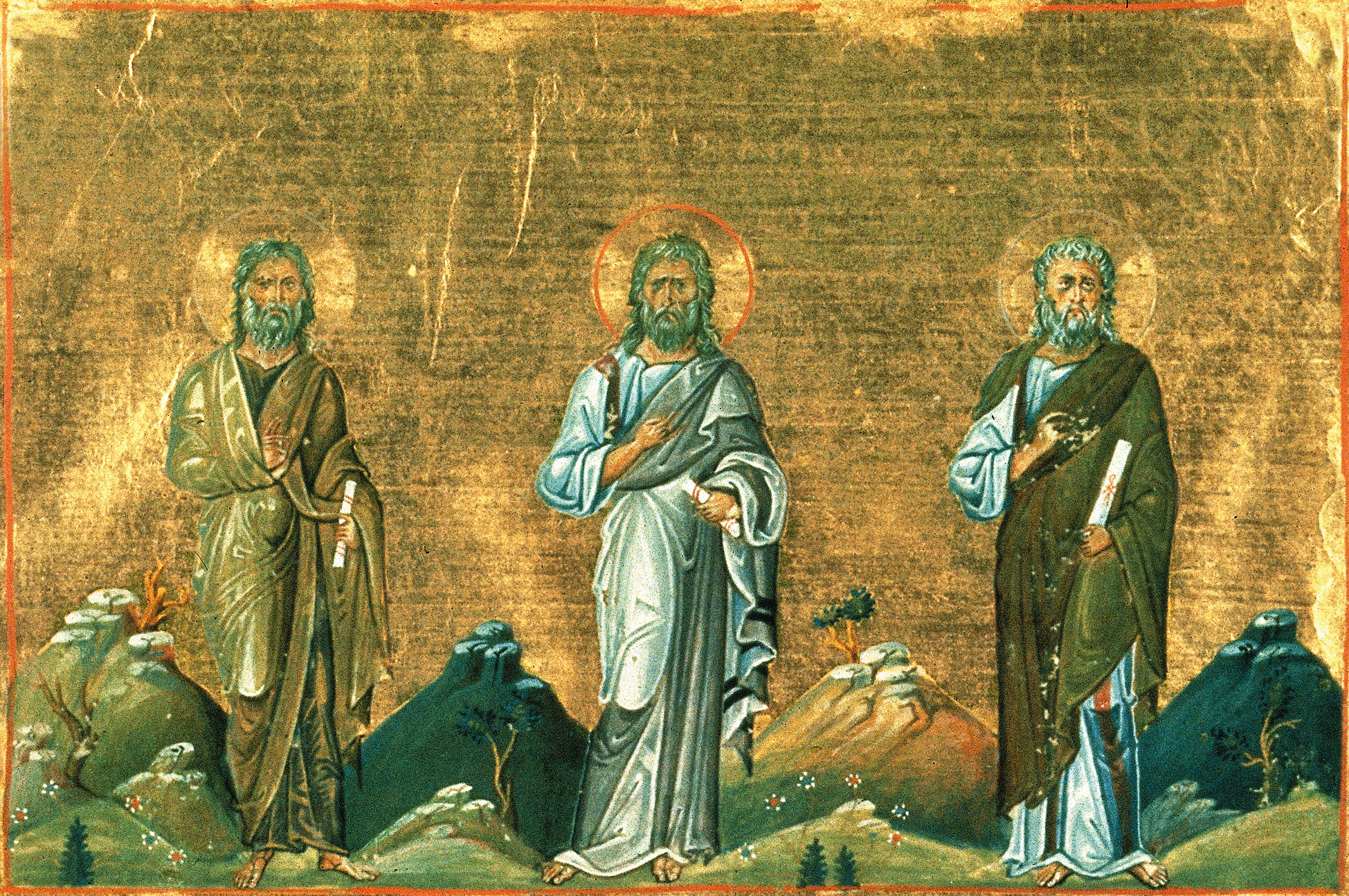
Patriarchové
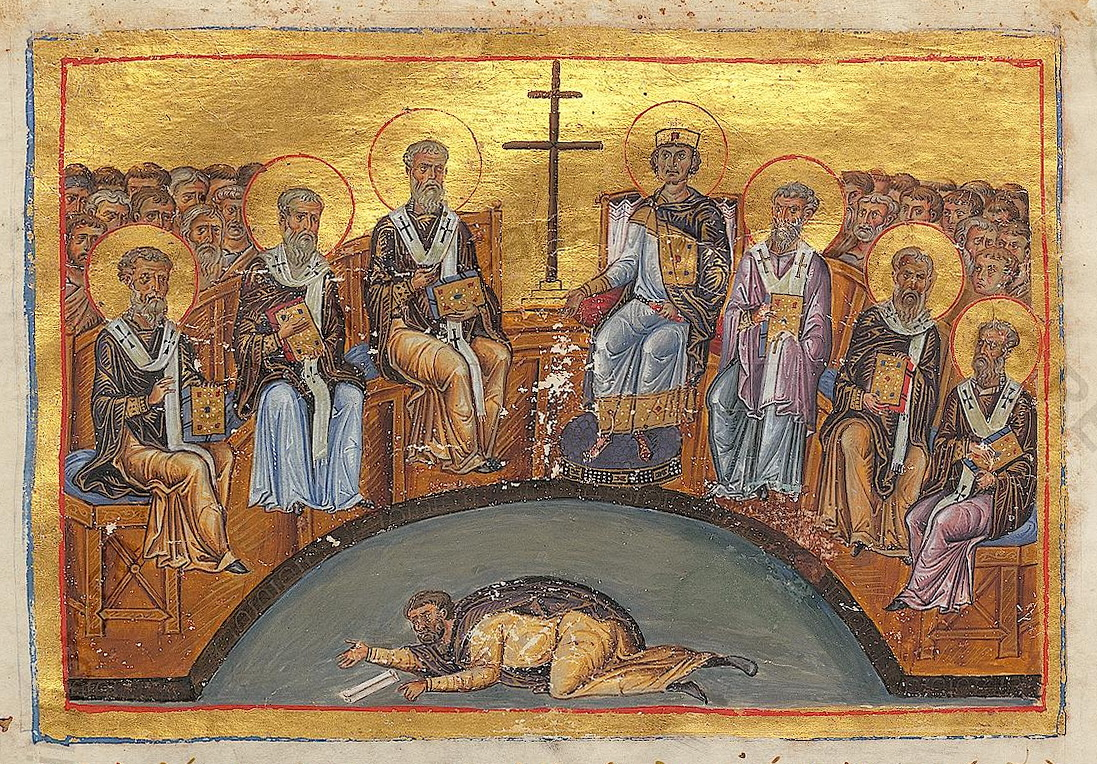
Druhý nikajský koncil
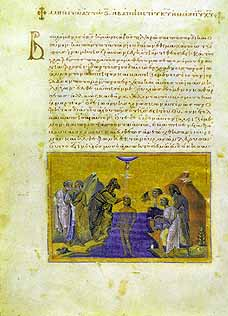
Křest Kristův
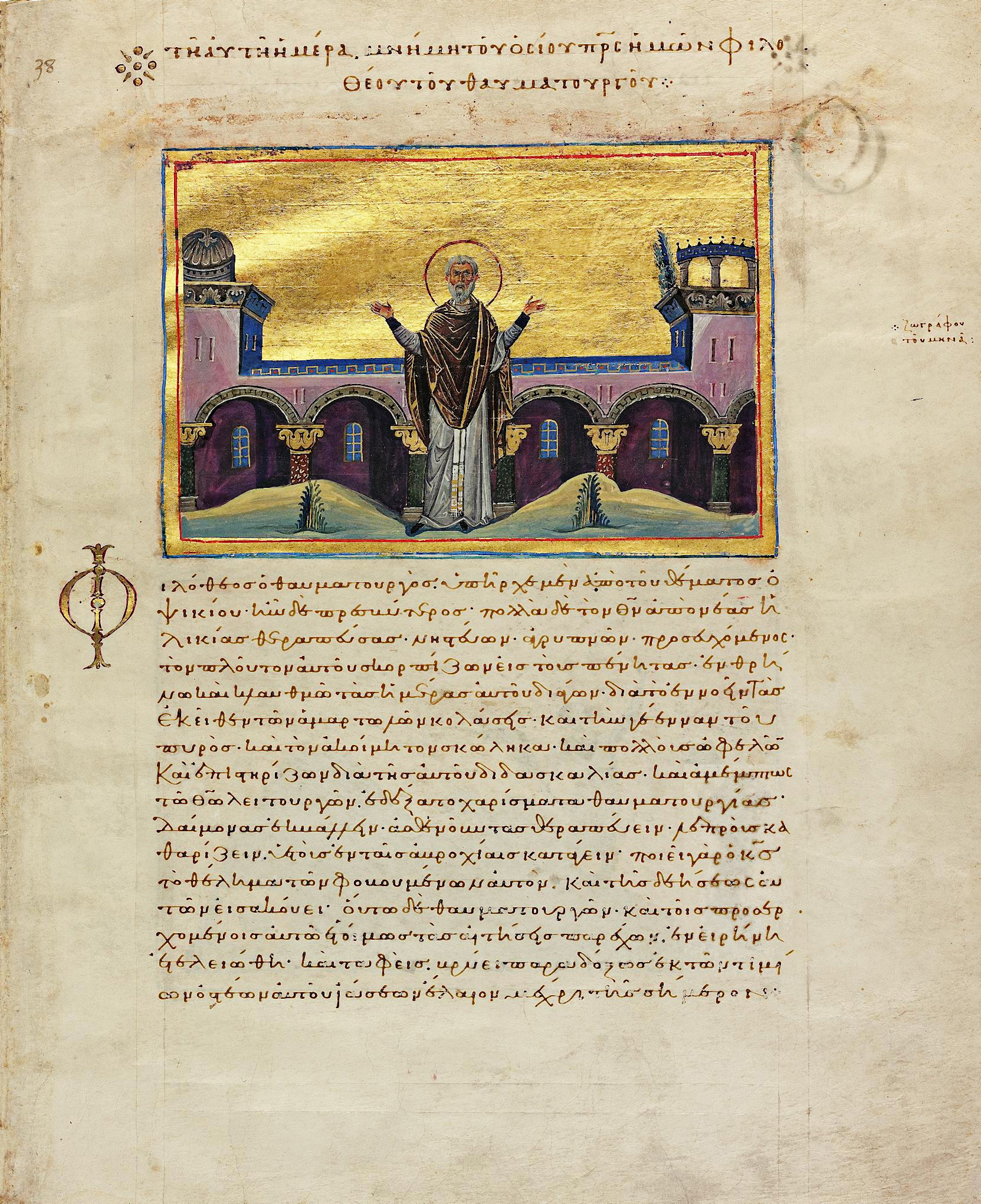
Filotheus presbyter z Býthie